# فرانک فاس
فرانک فاس (انگلیسی: Frank Foss؛ ۹ مه ۱۸۹۵ – ۵ آوریل ۱۹۸۹) ورزشکار پرش با نیزه اهل ایالات متحده آمریکا بود.
وی در مسابقات کشوری و بین‌المللی در مجموع برندهٔ ۱ مدال طلا شده‌است.